# En concert (Jack Johnson)
En concert è il primo album live del cantautore statunitense Jack Johnson. Il disco contiene 19 tracce registrate durante il Sleep Through The Static World Tour del 2008.
Tutti i proventi del tour e della vendita di questo live sono stati destinati alla Kokua Hawaii Foundation e alla Johnson Ohana Charitable Foundation per lo sviluppo della cultura dell'ambiente, dell'arte e della musica nel mondo.

## Tracce
1. Belle / Banana Pancakes
2. If I Had Eyes
3. Do You Remember / Remember
4. Sleep Through the Static
5. Flake
6. Bubble Toes / Express Yourself
7. Wasting Time
8. What You Thought You Need
9. Country Road
10. Staple It Together
11. Sitting, Waiting, Wishing
12. Constellations
13. The Horizon Has Been Defeated / Mother and Child Reunion
14. Good People
15. All at Once
16. Gone
17. Home
18. Times Like These
19. Angel / Better Together
20. Go On/Upside Down (iTunes bonus track)